# Ranzania laevis
Il pesce luna troncato (Ranzania laevis (Pennant, 1776)) è un pesce di mare della famiglia Molidae. È l'unica specie nota del genere Ranzania Nardo, 1840.
Il nome del genere è un omaggio al naturalista italiano Camillo Ranzani (1775–1841).

## Distribuzione e habitat
Questo caratteristico pesce è cosmopolita e si ritrova in tutti i mari tropicali, subtropicali e temperati caldi, lungo le coste europee si trova fino alle isole Britanniche (raramente fino in Scandinavia) e nel mar Mediterraneo, dove non è comune.

Questa specie ha abitudini pelagiche.

## Descrizione
Questa specie ha un aspetto simile a quello del più noto pesce luna ma più allungato ed oblungo. Come il più grande pesce luna questo animale ha uno strano aspetto "troncato" nella parte caudale, con le pinne dorsale ed anale simmetriche ma ha pinne pettorali appuntite. Le labbra formano una sorta di imbuto con apertura verticale.

Il colore del dorso è scuro o nero mentre sui fianchi è grigio con punti scuri. Nella parte inferiore della testa e sul ventre decorrono alcune strisce ondulate, più o meno verticali argentate, spesso bordate di scuro. Le punte delle pinne dorsale ed anale sono violacee.

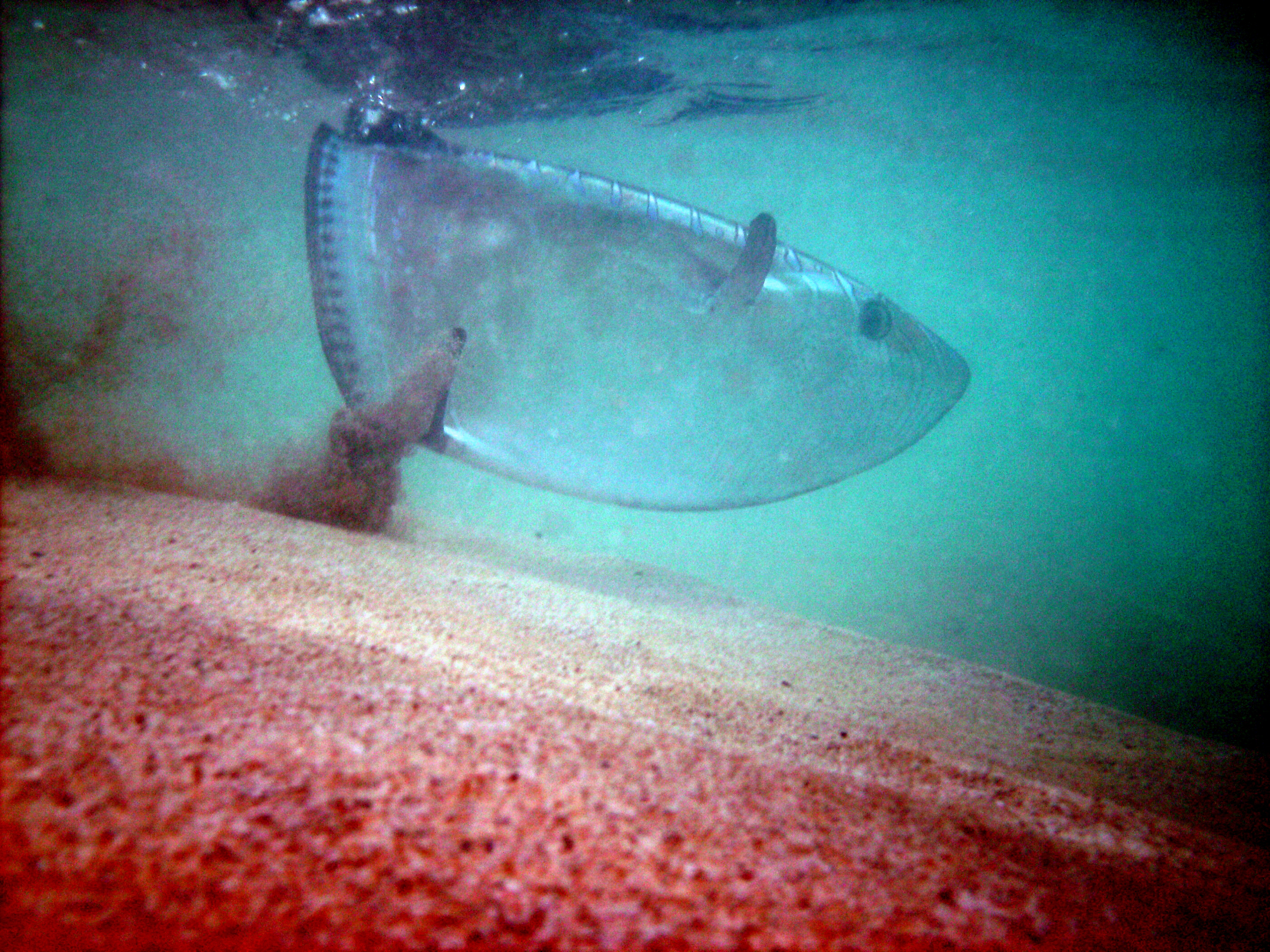
Esemplare nel
suo ambiente naturale

Raggiunge al massimo gli 80 cm.

## Biologia
Specie di abitudini pelagiche, vive nella parte superficiale dello strato d'acqua e pare si nutra di crostacei planctonici. È gregario e nuota agilmente.

## Pesca
Finisce talvolta nelle reti da circuizione ma le sue carni, al pari di quelle del pesce luna sono a malapena commestibili.

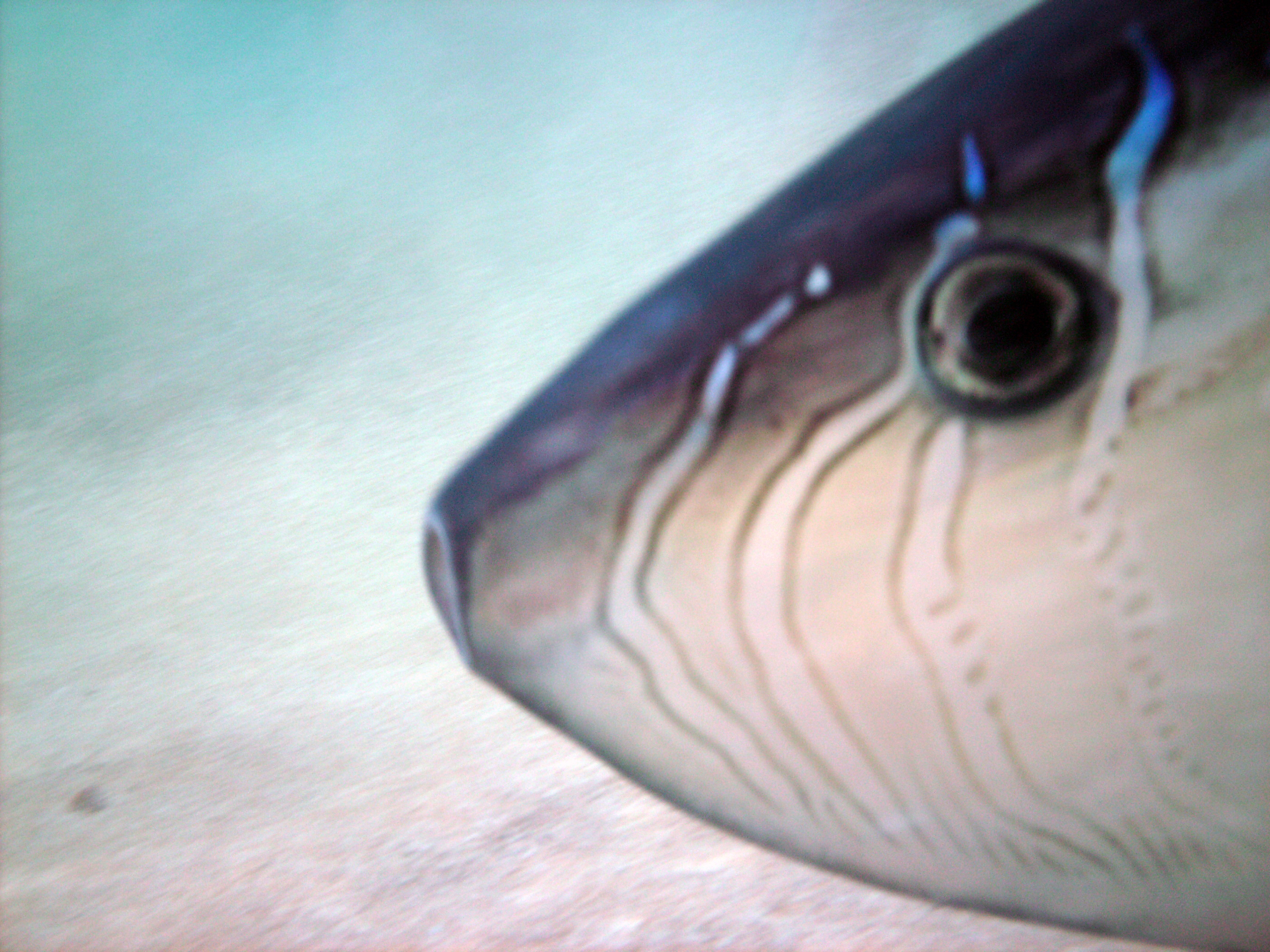
Particolare della testa